# Гармашов Олександр Борисович
Олександр Борисович Гармашов (рос. Александр Борисович Гармашов; нар. 8 лютого 1960, Грозний, РРФСР) — радянський російський футболіст, захисник та півзахисник, російський футбольний тренер.

## Клубна кар'єра
Розпочав займатися футболом в місті Моздок. Дорослу футбольну кар'єру розпочав 1980 року в керченському «Океані». Після цього виступав у клубах «Машук» (П'ятигорськ), «Кубань» (Краснодар), «Спартак» (Орджонікідзе), «Крила Рад» (Куйбишев), «Торпедо» (Тольятті), «Нафтовик» (Фергана), «Локомотив» (Нижній Новгород) та «Асмарал» (Кисловодськ). Футбольну кар'єру завершив 1992 року в складі тольяттинської «Лади».

## Кар'єра в збірній
По завершенні кар'єри гравця розпочав тренерську діяльність. У 1998-2003 роках працював головним тренером тольяттинської «Лади». У лютому 2004 року розпочав тренувати новоросійський «Чорноморець», який виступав у Першому дивізіоні. У 2007 році працював спортивним директором сочинського клубу «Жемчужина-А».